# Rhein-Niers-Bahn
| ehemaliger Zuglauf ab Wesel bis Dezember 2016 |                     |                                             |                                             |
| Kursbuchstrecke (DB): | 420, 425, 485       |                                             |                                             |
| Streckenlänge: | 131 km              |                                             |                                             |
| Streckengeschwindigkeit: | 160 km/h            |                                             |                                             |
| |                     |                                             |                                             |
| Bundesland (D): | Nordrhein-Westfalen |                                             |                                             |
| Betreiber: | DB Regio            |                                             |                                             |
| Verlauf |                     |                                             |                                             |
| \| \| 0 000 \| Wesel (bis 12/2016) \| Wesel (bis 12/2016) \| \| \| 4 000 \| Friedrichsfeld (Niederrhein) (bis 12/2016) \| Friedrichsfeld (Niederrhein) (bis 12/2016) \| \| \| 8 000 \| Voerde (Niederrhein) (bis 12/2016) \| Voerde (Niederrhein) (bis 12/2016) \| \| \| 13 000 \| Dinslaken (bis 12/2016) \| Dinslaken (bis 12/2016) \| \| \| 19 000 \| Oberhausen-Holten (bis 12/2016) \| Oberhausen-Holten (bis 12/2016) \| \| \| 23 000 \| Oberhausen-Sterkrade (bis 12/2016) \| Oberhausen-Sterkrade (bis 12/2016) \| \| \| 27 000 \| Oberhausen Hbf (bis 12/2016) \| ICE, IC \| \| \| 000 \| Essen-Steele (seit 6/2022) \| Essen-Steele (seit 6/2022) \| \| \| 005 \| Essen Hbf (seit 12/2019[1]) \| ICE, IC, FLX \| \| \| 007 \| Essen West (seit 12/2020[1]) \| Essen West (seit 12/2020[1]) \| \| \| 0015 \| Mülheim (Ruhr) Hbf (seit 12/2019[1]) \| ICE, IC \| \| \| 0018 \| Mülheim (Ruhr)-Styrum (seit 12/2019[1]) \| Mülheim (Ruhr)-Styrum (seit 12/2019[1]) \| \| \| 35 024 \| Duisburg Hbf \| ICE, IC, FLX \| \| \| 39 028 \| Duisburg-Hochfeld Süd \| Duisburg-Hochfeld Süd \| \| \| 41 030 \| Rheinhausen Ost \| Rheinhausen Ost \| \| \| 42 031 \| Rheinhausen \| Rheinhausen \| \| \| 47 036 \| Krefeld-Hohenbudberg Chempark \| Krefeld-Hohenbudberg Chempark \| \| \| 49 038 \| Krefeld-Uerdingen \| Krefeld-Uerdingen \| \| \| 51 040 \| Krefeld-Linn \| Krefeld-Linn \| \| \| 53 042 \| Krefeld-Oppum \| Krefeld-Oppum \| \| \| 56 045 \| Krefeld Hbf \| IC \| \| \| 61 050 \| Forsthaus \| Forsthaus \| \| \| 65 054 \| Anrath \| Anrath \| \| \| 71 060 \| Viersen \| IC \| \| \| 80 069 \| Mönchengladbach Hbf \| ICE, IC \| \| \| 073 \| Rheydt Hbf \| Rheydt Hbf \| \| \| 076 \| Wickrath \| Wickrath \| \| \| 081 \| Herrath \| Herrath \| \| \| 085 \| Erkelenz \| Erkelenz \| \| \| 092 \| Hückelhoven-Baal \| Hückelhoven-Baal \| \| \| 096 \| Brachelen \| Brachelen \| \| \| 0 0000 \| Heinsberg (Rheinl) (seit 12/2013) \| Heinsberg (Rheinl) (seit 12/2013) \| \| \| 1 0000 \| Heinsberg Kreishaus (seit 12/2013) \| Heinsberg Kreishaus (seit 12/2013) \| \| \| 3 0000 \| Heinsberg-Oberbruch (seit 12/2013) \| Heinsberg-Oberbruch (seit 12/2013) \| \| \| 4 0000 \| Heinsberg-Dremmen (seit 12/2013) \| Heinsberg-Dremmen (seit 12/2013) \| \| \| 6 0000 \| Heinsberg-Porselen (seit 12/2013) \| Heinsberg-Porselen (seit 12/2013) \| \| \| 7 0000 \| Heinsberg-Horst (seit 12/2013) \| Heinsberg-Horst (seit 12/2013) \| \| \| 9 0000 \| Heinsberg-Randerath (seit 12/2013) \| Heinsberg-Randerath (seit 12/2013) \| \| \| \| \| \| \| \| 12 0098 \| Lindern Flügelung mit Fahrtrichtungswechsel \| Lindern Flügelung mit Fahrtrichtungswechsel \| \| \| \| \| \| \| \| 19 0105 \| Geilenkirchen \| Geilenkirchen \| \| \| 24 0110 \| Übach-Palenberg \| Übach-Palenberg \| \| \| 31 0117 \| Herzogenrath \| Herzogenrath \| \| \| 37 0123 \| Kohlscheid (bis 12/2013, seit 12/2016) \| Kohlscheid (bis 12/2013, seit 12/2016) \| \| \| 42 0128 \| Aachen West \| Aachen West \| \| \| 44 0130 \| Aachen Schanz \| Aachen Schanz \| \| \| 45 0131 \| Aachen Hbf \| THA, ICE, IC \| |                     |                                             |                                             |
| Kopfbahnhof Streckenanfang (Strecke außer Betrieb) | 0 000               | Wesel (bis 12/2016)                         | Wesel (bis 12/2016)                         |
| Bahnhof (Strecke außer Betrieb) | 4 000               | Friedrichsfeld (Niederrhein) (bis 12/2016)  | Friedrichsfeld (Niederrhein) (bis 12/2016)  |
| Haltepunkt / Haltestelle (Strecke außer Betrieb) | 8 000               | Voerde (Niederrhein) (bis 12/2016)          | Voerde (Niederrhein) (bis 12/2016)          |
| Bahnhof (Strecke außer Betrieb) | 13 000              | Dinslaken (bis 12/2016)                     | Dinslaken (bis 12/2016)                     |
| Bahnhof (Strecke außer Betrieb) | 19 000              | Oberhausen-Holten (bis 12/2016)             | Oberhausen-Holten (bis 12/2016)             |
| Bahnhof (Strecke außer Betrieb) | 23 000              | Oberhausen-Sterkrade (bis 12/2016)          | Oberhausen-Sterkrade (bis 12/2016)          |
| Bahnhof mit S-Bahn-Halt (Strecke außer Betrieb) | 27 000              | Oberhausen Hbf (bis 12/2016)                | ICE, IC                                     |
| Strecke (außer Betrieb) | 000                 | Essen-Steele (seit 6/2022)                  | Essen-Steele (seit 6/2022)                  |
| Strecke (außer Betrieb) · Bahnhof mit S-Bahn-Halt | 005                 | Essen Hbf (seit 12/2019)                    | ICE, IC, FLX                                |
| Strecke (außer Betrieb) · Bahnhof mit S-Bahn-Halt | 007                 | Essen West (seit 12/2020)                   | Essen West (seit 12/2020)                   |
| Strecke (außer Betrieb) · Bahnhof mit S-Bahn-Halt | 0015                | Mülheim (Ruhr) Hbf (seit 12/2019)           | ICE, IC                                     |
| Strecke (außer Betrieb) · Bahnhof mit S-Bahn-Halt | 0018                | Mülheim (Ruhr)-Styrum (seit 12/2019)        | Mülheim (Ruhr)-Styrum (seit 12/2019)        |
| Bahnhof mit S-Bahn-Halt (Strecke außer Betrieb) · Bahnhof mit S-Bahn-Halt | 35 024              | Duisburg Hbf                                | ICE, IC, FLX                                |
| Haltepunkt / Haltestelle (Strecke außer Betrieb) · Haltepunkt / Haltestelle | 39 028              | Duisburg-Hochfeld Süd                       | Duisburg-Hochfeld Süd                       |
| Haltepunkt / Haltestelle (Strecke außer Betrieb) · Haltepunkt / Haltestelle | 41 030              | Rheinhausen Ost                             | Rheinhausen Ost                             |
| Bahnhof (Strecke außer Betrieb) · Bahnhof | 42 031              | Rheinhausen                                 | Rheinhausen                                 |
| Bahnhof (Strecke außer Betrieb) · Bahnhof | 47 036              | Krefeld-Hohenbudberg Chempark               | Krefeld-Hohenbudberg Chempark               |
| Haltepunkt / Haltestelle (Strecke außer Betrieb) · Haltepunkt / Haltestelle | 49 038              | Krefeld-Uerdingen                           | Krefeld-Uerdingen                           |
| Bahnhof (Strecke außer Betrieb) · Bahnhof | 51 040              | Krefeld-Linn                                | Krefeld-Linn                                |
| Haltepunkt / Haltestelle (Strecke außer Betrieb) · Haltepunkt / Haltestelle | 53 042              | Krefeld-Oppum                               | Krefeld-Oppum                               |
| Bahnhof (Strecke außer Betrieb) · Bahnhof | 56 045              | Krefeld Hbf                                 | IC                                          |
| Haltepunkt / Haltestelle (Strecke außer Betrieb) · Haltepunkt / Haltestelle | 61 050              | Forsthaus                                   | Forsthaus                                   |
| Haltepunkt / Haltestelle (Strecke außer Betrieb) · Haltepunkt / Haltestelle | 65 054              | Anrath                                      | Anrath                                      |
| Bahnhof (Strecke außer Betrieb) · Bahnhof | 71 060              | Viersen                                     | IC                                          |
| Bahnhof mit S-Bahn-Halt | 80 069              | Mönchengladbach Hbf                         | ICE, IC                                     |
| Bahnhof | 073                 | Rheydt Hbf                                  | Rheydt Hbf                                  |
| Haltepunkt / Haltestelle | 076                 | Wickrath                                    | Wickrath                                    |
| Haltepunkt / Haltestelle | 081                 | Herrath                                     | Herrath                                     |
| Haltepunkt / Haltestelle | 085                 | Erkelenz                                    | Erkelenz                                    |
| Haltepunkt / Haltestelle | 092                 | Hückelhoven-Baal                            | Hückelhoven-Baal                            |
| Haltepunkt / Haltestelle | 096                 | Brachelen                                   | Brachelen                                   |
| Kopfbahnhof Streckenanfang · Strecke | 0 0000              | Heinsberg (Rheinl) (seit 12/2013)           | Heinsberg (Rheinl) (seit 12/2013)           |
| Haltepunkt / Haltestelle · Strecke | 1 0000              | Heinsberg Kreishaus (seit 12/2013)          | Heinsberg Kreishaus (seit 12/2013)          |
| Bahnhof · Strecke | 3 0000              | Heinsberg-Oberbruch (seit 12/2013)          | Heinsberg-Oberbruch (seit 12/2013)          |
| Haltepunkt / Haltestelle · Strecke | 4 0000              | Heinsberg-Dremmen (seit 12/2013)            | Heinsberg-Dremmen (seit 12/2013)            |
| Haltepunkt / Haltestelle · Strecke | 6 0000              | Heinsberg-Porselen (seit 12/2013)           | Heinsberg-Porselen (seit 12/2013)           |
| Haltepunkt / Haltestelle · Strecke | 7 0000              | Heinsberg-Horst (seit 12/2013)              | Heinsberg-Horst (seit 12/2013)              |
| Haltepunkt / Haltestelle · Strecke | 9 0000              | Heinsberg-Randerath (seit 12/2013)          | Heinsberg-Randerath (seit 12/2013)          |
| |                     |                                             |                                             |
| Spitzkehrbahnhof links · Bahnhof rechts | 12 0098             | Lindern Flügelung mit Fahrtrichtungswechsel | Lindern Flügelung mit Fahrtrichtungswechsel |
| |                     |                                             |                                             |
| Bahnhof | 19 0105             | Geilenkirchen                               | Geilenkirchen                               |
| Haltepunkt / Haltestelle | 24 0110             | Übach-Palenberg                             | Übach-Palenberg                             |
| Bahnhof | 31 0117             | Herzogenrath                                | Herzogenrath                                |
| Bahnhof | 37 0123             | Kohlscheid (bis 12/2013, seit 12/2016)      | Kohlscheid (bis 12/2013, seit 12/2016)      |
| Bahnhof | 42 0128             | Aachen West                                 | Aachen West                                 |
| Haltepunkt / Haltestelle | 44 0130             | Aachen Schanz                               | Aachen Schanz                               |
| Kopfbahnhof Streckenende | 45 0131             | Aachen Hbf                                  | THA, ICE, IC                                |

Die Rhein-Niers-Bahn (RB 33) ist eine Regionalbahn-Linie in Nordrhein-Westfalen. Sie verbindet Essen mit Aachen über Duisburg am Rhein und Mönchengladbach an der Niers. In Lindern wird der Zug um einen Teil aus Heinsberg verstärkt.

## Betrieb
Die Züge dieser Linie verkehren stündlich zwischen Essen und Aachen. Im Bahnhof Lindern zwischen Mönchengladbach und Aachen werden die aus Aachen kommenden Züge geflügelt. Der vordere Wagen setzt seine Fahrt wie bisher in Richtung Mönchengladbach fort, während der hintere nach einem Fahrtrichtungswechsel nach Heinsberg fährt. In Gegenrichtung wird er vor den aus Richtung Mönchengladbach kommenden Triebwagen gekuppelt, beide fahren in Doppeltraktion weiter nach Aachen.
Seit dem 6. Dezember 2020 werden drei- und fünfteilige Triebwagen des Typs Alstom Coradia Continental (Baureihe 1440) mit 154 bzw. 264 Sitzplätzen eingesetzt. Die fünfteiligen Triebwagen kommen auf dem Linienast nach Essen, die dreiteiligen auf dem Ast nach Heinsberg zum Einsatz. Betreiber der Linie ist DB Regio.

## Geschichte
Zunächst verkehrte die Linie nur zwischen Wesel bzw. Duisburg und Mönchengladbach. Zum Fahrplanwechsel im Dezember 2002 ersetzte sie durch Verlängerung der in Duisburg beginnenden Fahrten auf dem Abschnitt Mönchengladbach – Aachen die Grenzland-Bahn, die bis dahin als Durchbindung vom Rhein-Emscher-Express in Mönchengladbach begann und über Aachen hinaus auf der Bahnstrecke Köln–Aachen bis zum Bahnhof Köln-Deutz unter der Liniennummer RB 21 verkehrte.
Damit ergab sich folgendes Prinzip, das bis Dezember 2016 gefahren wurde. Die Linie wurde aus zwei stündlichen Verbindungen gebildet, die um etwa 30 Minuten versetzt fuhren:
1. Wesel – Duisburg – Krefeld – Mönchengladbach
2. Duisburg – Krefeld – Mönchengladbach – Aachen bzw. Heinsberg – Aachen (Flügelung)

Das Teilstück zwischen Duisburg und Mönchengladbach wurde so im 30-Minuten-Takt befahren.
In der Verkehrsplanung des Landes Nordrhein-Westfalen von 1998 war die Auflösung bzw. Umbenennung der Rhein-Niers-Bahn vorgesehen. So sollte sie ab 2015 auf dem Abschnitt Wesel–Duisburg als S-Bahn-Linie S 20 verkehren und von Duisburg aus weiterführen nach Düsseldorf. Auf dem Streckenabschnitt Wickrath–Duisburg sollte die Rhein-Niers-Bahn spätestens ab 2015 als S 21 verkehren und von Duisburg aus weiterführen bis Kamen. Die Übernahme des Abschnitts Aachen–Wickrath in das Netz der S-Bahn Rhein-Ruhr war in den Planungen nicht vorgesehen. Diese Planungen wurden nicht umgesetzt.
Am 1. März 2008 wurde durch den AVV ein Zukunftskonzept 2015 veröffentlicht, wonach die Rhein-Niers-Bahn von Duisburg über Mönchengladbach und Lindern einerseits bis Heinsberg und andererseits bis Aachen geführt werden sollte. Damit sollte die Rhein-Niers-Bahn den Betrieb auf der Bahnstrecke Lindern–Heinsberg übernehmen, der ursprünglich der Euregiobahn zugesprochen worden war. 
Die endgültigen Planungen sahen ein Flügelzugkonzept vor, bei dem zwei Einheiten der Baureihe 425 ab Aachen in Doppeltraktion fahren und in Lindern eine Zugteilung stattfindet. Dieses Konzept wurde mit dem Fahrplanwechsel am 15. Dezember 2013 umgesetzt. 
Der seit Einführung der Linie bestehende Halt im Bahnhof Kohlscheid wurde im Zuge des Fahrplanwechsels gestrichen. Er wird seit dem 13. Dezember 2015 auf Wunsch vieler Kunden wieder bedient. 

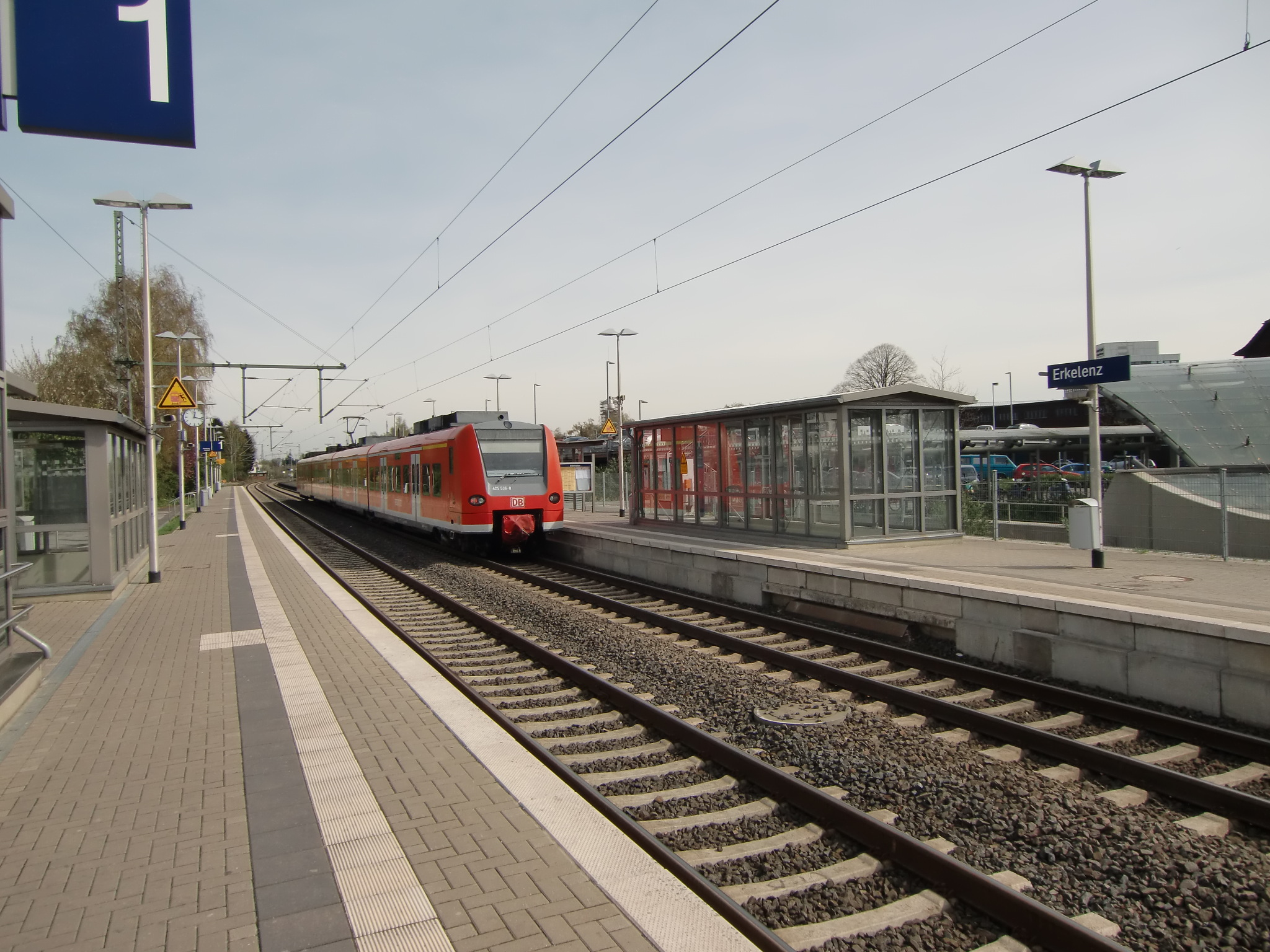
Baureihe 425 im Bahnhof Erkelenz

Mit dem Fahrplanwechsel im Dezember 2016 wurde der nördliche Zuglauf zwischen Wesel und Mönchengladbach in Emscher-Niederrhein-Bahn (RB 35) umbenannt und umnummeriert. Die Umnummerierung war möglich, da die bisherige Linie RB 35 Der Weseler zum Rhein-IJssel-Express (RE 19) aufgewertet wurde. Betreiber der beiden neuen Linien RE 19 und RB 35 ist Abellio Rail NRW. Am 15. Dezember 2019 wurde die Rhein-Niers-Bahn über Mülheim nach Essen Hauptbahnhof verlängert. Zum Fahrplanwechsel am 12. Juni 2022 wurde sie bis Essen-Steele verlängert.
Im Dezember 2016 gewann der bisherige Betreiber DB Regio die Ausschreibung des Betriebs vom 13. Dezember 2020 bis zum 10. Dezember 2034.
Seit dem Fahrplanwechsel am 11. Dezember 2016 wurde in der Regel eine Doppeltraktion bestehend aus einer Baureihe 425 (nach Duisburg) und einer Baureihe 426 (nach Heinsberg) genutzt. 
Bei Störungen, darunter Problemen mit den Triebwagen im Herbst, wurde gelegentlich mit Wendezügen bestehend aus n-Wagen und einer Lok der Baureihe 111 gefahren. 
Seit Dezember 2020 verkehren neue Fahrzeuge des Typs Alstom Coradia Continental.

## Zuglauf

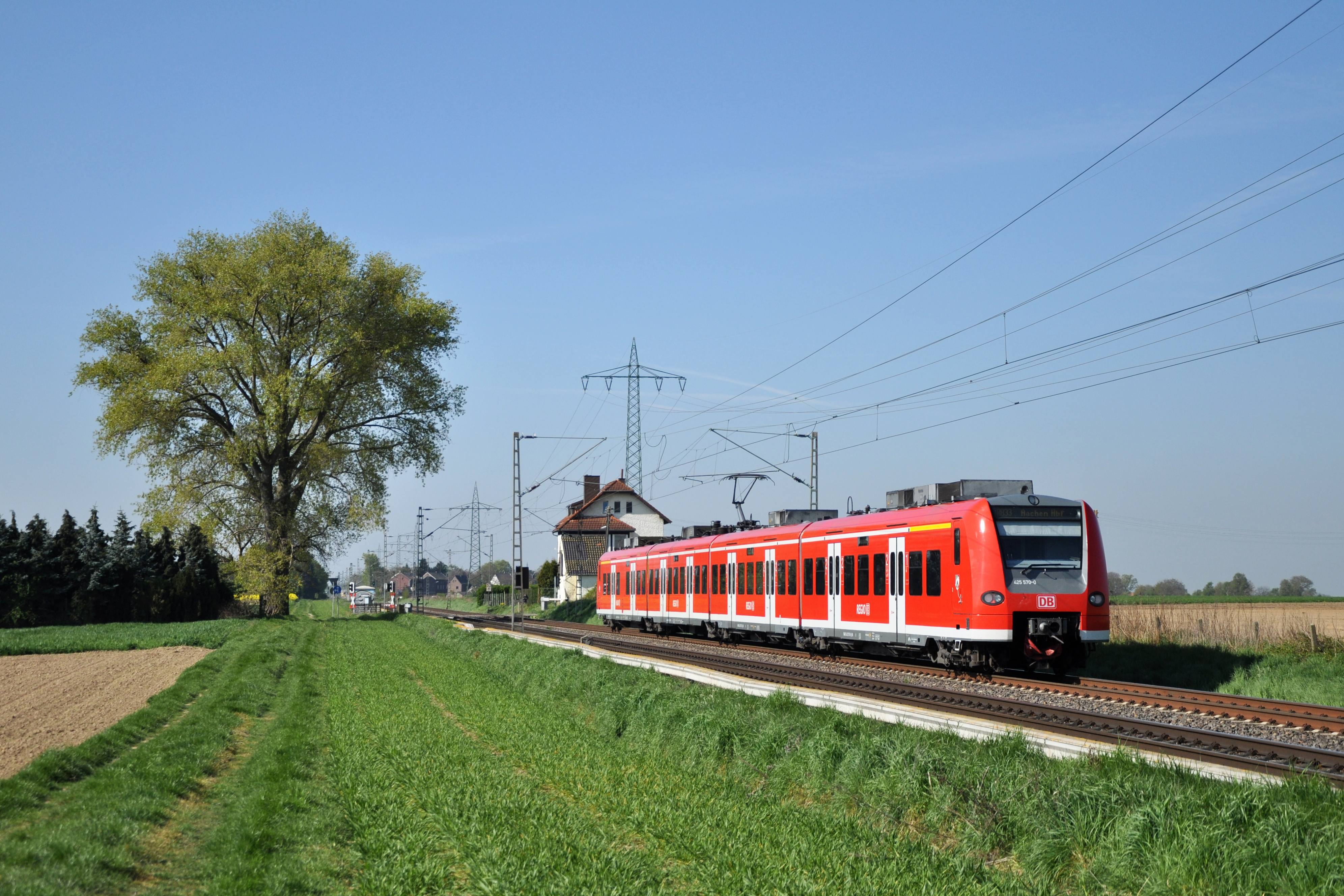
Rhein-Niers-Bahn bei Herrath

Die Regionalbahn befährt in ihrem Verlauf die folgenden Eisenbahnstrecken:
- Bahnstrecke Dortmund–Duisburg zwischen Essen und Duisburg
- Bahnstrecke Duisburg–Mönchengladbach auf kompletter Länge
- Bahnstrecke Aachen–Mönchengladbach auf kompletter Länge
- Bahnstrecke Lindern–Heinsberg (Rheinl) auf kompletter Länge

Der ehemalige nördliche Zuglauf befuhr zudem:
- Bahnstrecke Duisburg–Dortmund zwischen Duisburg und Oberhausen
- Bahnstrecke Oberhausen–Arnhem zwischen Oberhausen und Wesel